# Distrito Capital (Nova Iorque)
O Distrito Capital (também "Capital Região") é uma definição regional imprecisa (muito como Upstate Nova York) que geralmente refere-se aos quatro Condados ao redor Albany, a capital de Nova Iorque: Condado de Albany, Condado de Schenectady, Condado de Rensselaer, e Condado de Saratoga (historicamente, o Condado de Saratoga não foi considerado parte da região, contudo, ele teve crescimento suburbano significante dos condados contíguos desde 1980).
De acordo com um relatório do Comissão do Distrito Capital de Planeamento Regional liberado em 19 de novembro, 2008, o produto bruto da região é de 70 100 milhões de dólares.

## Origem do nome
O termo Distrito Capital originou-se na década de 1920, em um esforço entre a Câmara de Comércio de Albany (agora conhecida como a Albânia-Colonial Câmara Regional de Comércio) e o Albany Times Union. Outros apelidos têm incluído Tri-Cities e Tech Valley, enquanto Região de Capital é a mais popular de todas.